# Neobisium beroni
Espèce
Neobisium beroni est une espèce de pseudoscorpions de la famille des Neobisiidae.

## Distribution
Cette espèce est endémique de Bulgarie. Elle se rencontre à Lakatnik dans la grotte Svinskata peshtera.

## Étymologie
Cette espèce est nommée en l'honneur de Petar Beron.

## Publication originale
- Beier, 1963 : Ordnung Pseudoscorpionidea (Afterskorpione). Bestimmungsbücher zur Bodenfauna Europas. Bestimmungsbücher zur Bodenfauna Europas. Berlin, p. 1-313.